# Tracheloptychus
Genre
Tracheloptychus est un genre de sauriens de la famille des Gerrhosauridae.

## Répartition
Les espèces de ce genre sont endémiques de Madagascar.

## Description
Ce sont des sauriens ovipares. Ils mesurent jusqu'à 76 mm sans la queue.

## Liste des espèces
Selon The Reptile Database (9 novembre 2012) :
- Tracheloptychus madagascariensis Peters, 1854
- Tracheloptychus petersi Grandidier, 1869

## Publication originale
- Peters, 1854 : Diagnosen neuer Batrachier, welche zusammen mit der früher (24. Juli und 17. August) gegebenen Übersicht der Schlangen und Eidechsen mitgetheilt werden. Bericht über die zur Bekanntmachung geeigneten Verhandlungen der Königlich preussischen Akademie der Wissenschaften zu Berlin, vol. 1854, p. 614-628 (texte intégral).